# Reserva nacional Río Blanco
La Reserva Nacional Río Blanco se ubica en la Región de Valparaíso, Chile. Abarca 10.175 hectáreas de superficie, en un sector cordillerano al este de la ciudad de Los Andes, en terrenos cercanos a la Ruta CH-60, de propiedad de la División Andina de Codelco.

## Flora y fauna

### Flora
La vegetación de la zona es de porque su clima ayuda a todo esto bosque esclerófilo, típico de la zona central de Chile. Las especies más frecuentes catastradas son bailahuén,  Bromus berteroanus, quillay, tralhuén, olivillo y palo negro.

### Fauna
En cuanto a especies animales, resalta la presencia y reproducción de parejas de cóndores en acantilados pronunciados, especialmente los que dan hacia el río Blanco. También la presencia de puma, vizcacha, lauchón orejudo, zorro culpeo y chilla, águila, aguilucho, jote, chercán, loica y perdiz, entre otras especies.